# Hydatopsis
Hydatopsis là một chi bướm đêm thuộc họ Geometridae.